# 5658 Clausbaader
5658 Clausbaader eller 1950 DO är en asteroid i huvudbältet, som upptäcktes 17 februari 1950 av den tyske astronomen Karl Wilhelm Reinmuth i Heidelberg. Den har fått sitt namn efter Claus Baader.
Asteroiden har en diameter på ungefär 12 kilometer.